# Джерело мінеральної води Харківська-1
Ха́рківська-1 (інші назви: Саржине або Шатилівське джерело) — джерело мінеральної води в місті Харків. Знаходиться у парку Саржин Яр, та є одним з найбільших джерел в Європі.[джерело?]

## Розташування
Джерело розташоване в Саржиному яру, між місцевостями Шатилівка і Павлове Поле, трохи вище (за течією Саржинки) від дамби на проспекті Науки, під якою розташована станція метро «Ботанічний сад». 
З півночі та сходу (з боку Павлового Поля) джерело межує з територією нового Ботанічного саду університету. 

## Використання
Джерело не має природоохоронного статусу. За твердженням санітарних лікарів, найчистіша джерельна вода у Харкові розташована саме в Саржиному яру. Дебіт джерела — близько 350 тисяч літрів на добу. 
Влітку біля джерела завжди людно: тут купаються у крижаній воді, відпочивають, набирають воду. Над джерелом в 1960 році побудовано бетонний павільйон оригінальної футуристичної форми (бювет) на трьох опорах. У радянський час, до середини 1990-х років, неподалік від джерела (з боку Шатилівки) діяв завод з розливу однойменної мінеральної води в скляні пляшки. Тепер заводу не існує. 

## Купальня
Віддавна в холодній воді джерела купаються люди. Раніше вони купалися прямо в бетонному лотку каналу, по якому тече невикористана вода. З жовтня 2009 року почалося будівництво купальні. Відкрита 30 грудня 2009 року.

## Річка Саржинка
Нижче джерела Саржин струмок, наповнившись водою з джерела, називається річкою Саржинка. Вона впадає в річку Лопань на Павлівці.

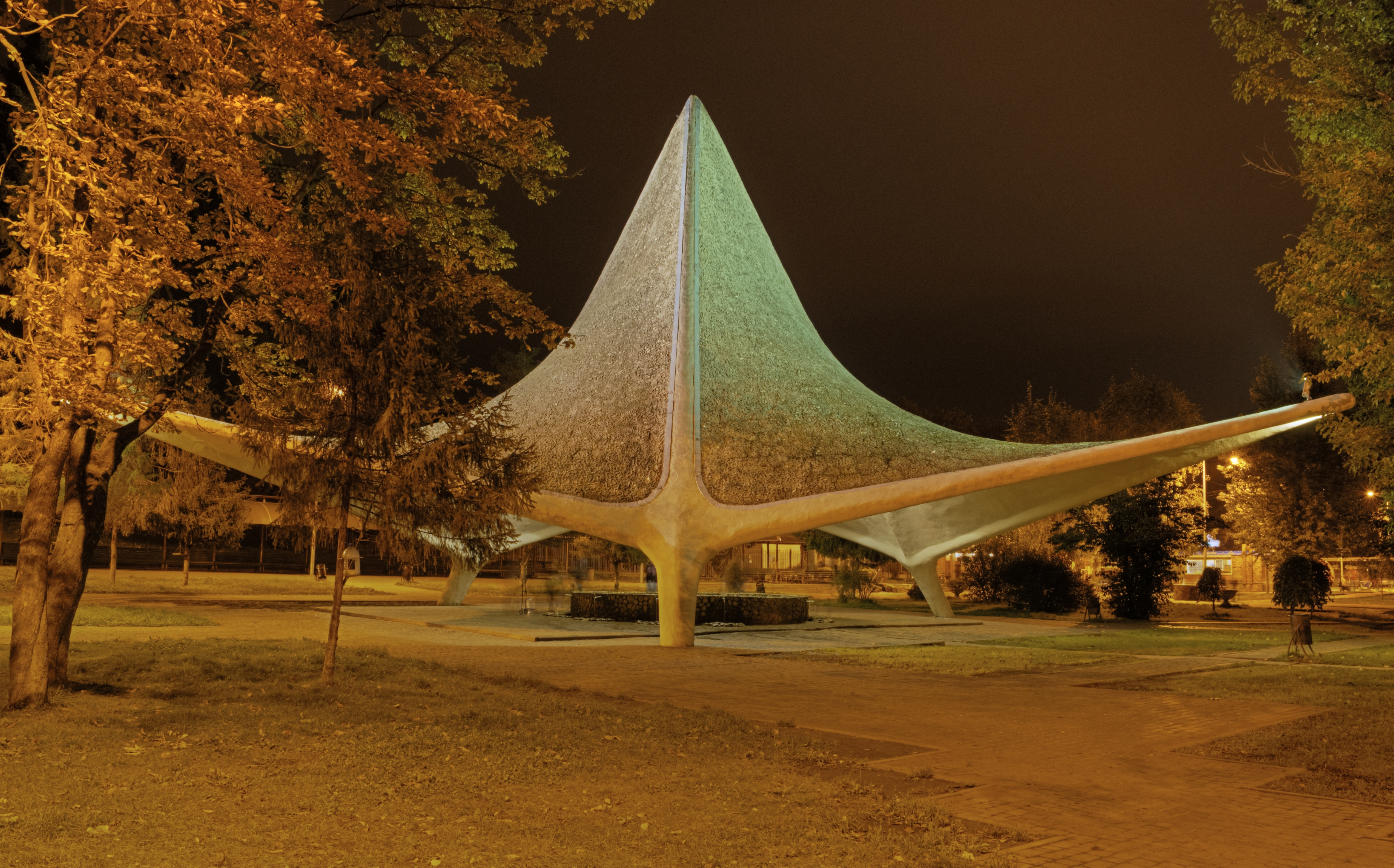
Джерело увечері